# マンディラ・ベーディー
マンディラ・ベーディー（Mandira Bedi、1972年4月15日 - ）は、インドの女優、ファッションデザイナー、テレビ番組司会者。

## キャリア
1994年のテレビシリーズ『Shanti』で知名度を上げた。その後も『Aurat』『Dushman』『Kyunki Saas Bhi Kabhi Bahu Thi』などに出演し、クリケット・ワールドカップ、ICCチャンピオンズトロフィー、インディアン・プレミアリーグなどのテレビ中継司会者としても活動している。1995年に『DDLJ 勇者は花嫁を奪う』で映画デビューし、これ以降もヒンディー語映画を中心に活動している。
2013年にサリー販売店の経営を始め、2014年のラクメ・ファッション・ウィークでファッションデザイナーとしてデビューした。また、PETAの人造皮革推奨プロモーションに参加している。

## 家族
1999年2月14日にラージ・コウシャルと結婚した。2011年1月27日に妊娠を発表し、6月19日にムンバイのリラヴァティ病院で息子を出産した。2013年に幼女を迎えるための養子縁組の申請を行った。

## フィルモグラフィー

### 映画
- DDLJ 勇者は花嫁を奪う（1995年）
- Badal（2000年）

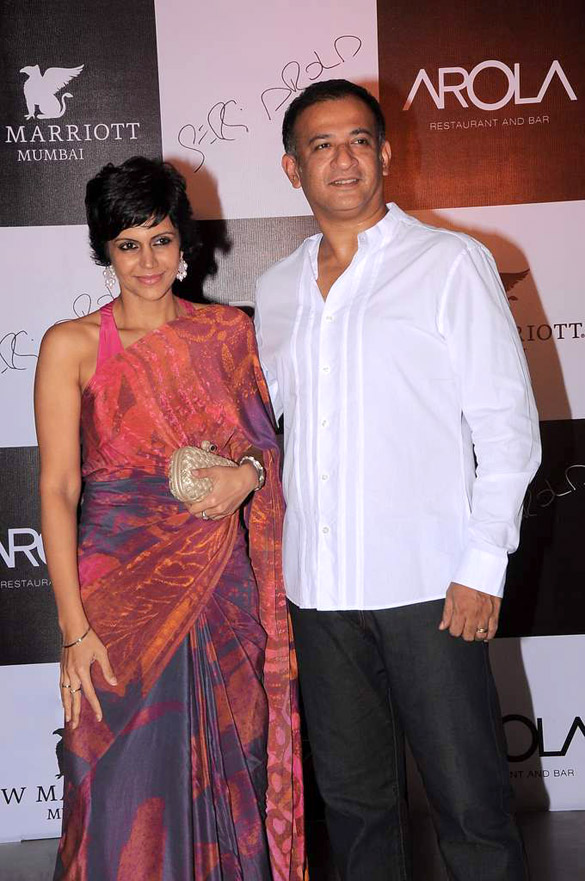
マンディラ・ベーディーとラージ・コウシャル（2012年）

- Shaadi Ka Laddoo（2004年）
- Manmadhan（2004年）
- Naam Gum Jaayega（2005年）
- Bali（2005年）
- Divorce（2005年）
- Dus Kahaniyaan（2007年）
- Meerabai Not Out（2008年）
- 42kms（2009年）
- O Teri（2014年）
- Ittefaq（2017年）
- Vodka Diaries（2018年）
- The Tashkent Files（2019年）
- サーホー（2019年）

### テレビシリーズ
- Shanti（1994年）
- Ghar Jamai（1997年-1998年）
- Dushman（2001年）
- CID（2001年）
- Kyunki Saas Bhi Kabhi Bahu Thi（2001年-2003年）
- Jassi Jaissi Koi Nahin（2003年）
- Sarabhai vs Sarabhai（2004年-2006年）
- Fame Gurukul（2005年）
- CID: Special Bureau（2005年）
- Deal Ya No Deal（2005年-2006年）
- Fear Factor India（2006年）
- Funjabbi Chak De（2007年-2008年）
- Jo Jeeta Wohi Super Star（2008年）
- Ek Se Badhkar Ek（2009年）
- Fear Factor: Khatron Ke Khiladi（2009年）
- Indian Idol Junior（2013年）
- 24（2013年）
- Gangs of Haseepur（2014年）
- I Can Do That（2015年）
- India's Deadliest Roads（2016年）
- MTV Troll Police（2018年）

### ウェブシリーズ
- Smoke（2018年）
- Thinkistan（2019年）
- Shaadi Fit（2019年）